# Львів (городище)
Городи́ще Львів — городище VII—Х століть у межах пагористої гряди Замкова гора — Великі Кривчиці (частина Львівського плато).
Розташоване в межах Личаківського району міста Львова, на північний схід від центру міста.

## Історія
В районі Знесіння було поселення з дитинцем на Род-горі, капищем «Святовитове поле» і датоване попередньо між VII та XI століттями. Існування цього поселення було тісно пов'язане з обслуговуванням складної розвиненої системи язичницьких святинь.
Пізніше поселення існувало дещо на схід (район Підзамча), під захистом замку на горі Лева. Ця міграція була зумовлена прийняттям християнства і перенесенням, у зв'язку з цим, оборонної функції з язичницького капища на князівський замок. Попередньо датовано XI — початок XIII століттями.
За наказом Бурундая замок на горі Лева було розібрано, а поселення зазнало серйозних збитків. У1270 році король Лев Данилович будує новий замок — на Замковій горі, а поселення переноситься на протилежний бік гряди (місце сучасного центру Львова з площею Ринок). Швидше за все, саме перенесення поселення, його планомірна розбивка та укріплення третього міста і ввійшли в історію як «заснування Львова».

## Дослідження
Олександр Овчинніков у 1990—1993 роках в межах гряди Замкова гора — Великі Кривчиці провів дослідження, під час яких виявлено добре збережені залишки давньослов'янського городища культового характеру. Комплекс датовано VII—X століттями, а збережені топоніми «Святовитове поле» — класифікувати як капище ймовірного верховного бога центральних та західних слов'ян Святовита.
У Кривчицях, на схід від локалізованого капища, під стінами кам'яної церкви св. Іллі було виявлено культурний шар X—XIII століть, та фрагменти поселення XI—XV століть. Враховуючи лінґвістичні та історичні дані, релегійні паралелі, дослідники припустили, що тут було капища слов'янського бога Перуна.
Від капища Святовита майже точно на північ розташована Род-гора (гора Баба — центр колишнього села Знесіння), біля якої збудована церква Вознесіння Господнього. За місцевими переказами (записані А. Шнайдером), на цьому місці розташовувалось давнє слов'янське капище Рода та Рожаниці. Пагорб на якому зараз стоїть церква, в давні часи називали «Бабою», тобто тут стояла фігура кам'яного болвана у вигляді жінки. А на сусідньому пагорбі стояв другий болван, званий «Дідом». Обидва ті болвани, — розповідає легенда, — часто сварилися, з чого нераз починалася сильна буря і злива, особливо тоді, коли «Баба» плакала. Хоча й були ці болвани серед місцевого люду у великій пошані, однак в часи розбудови Знесіння їх було знищено, а остаточно довершено їх руйнацію у XVII столітті. У 1985 році львівський археолог Орес Корчинський проводив на Род-горі археологічні розкопки та виявив рештки давньослов'янського городища житлового характеру.
Від Святовитового поля на південь є пагорб, де стояла церква Воздвиження Чесного Хреста. Використовуючи бінарних опозицій, дослідники припустили, що давньослов'янське капище, яке було тут ще до закріплення християнства, було пов'язане з культом смерті.
Також науковці припускають, що на захід від Святовитового поля на пагорбі біля гори Лева, де у XVI столітті був цвинтар нехрещених дітей, а на початку XVII століття збудовано костел Святого Войцеха, названий так на честь християнського проповідника, що загинув від рук язичників, існувало капище Велеса.
Ромб, який утворюється чотирма святинями із центром у Світовитовому полі, чітко зорієнтований за сторонами світу і первісно був пов'язаний комплексом доріг (як діагональних, так і периметральних), вимощених вапняковими плитками. Таким чином, на теренах прадавнього Львова, існував язичницький культовий центр.

## Світлини

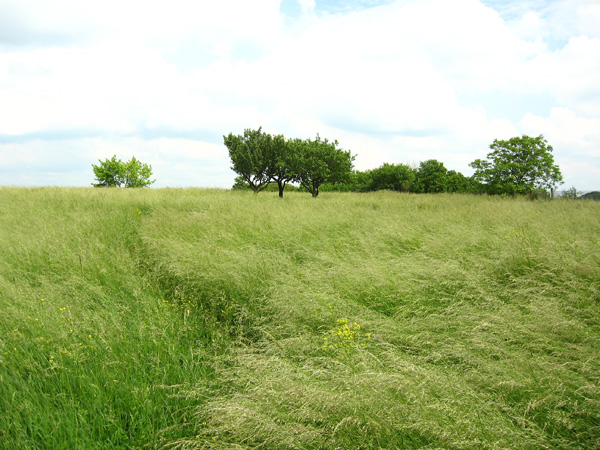
Плато гори Рід (Баба Рід)
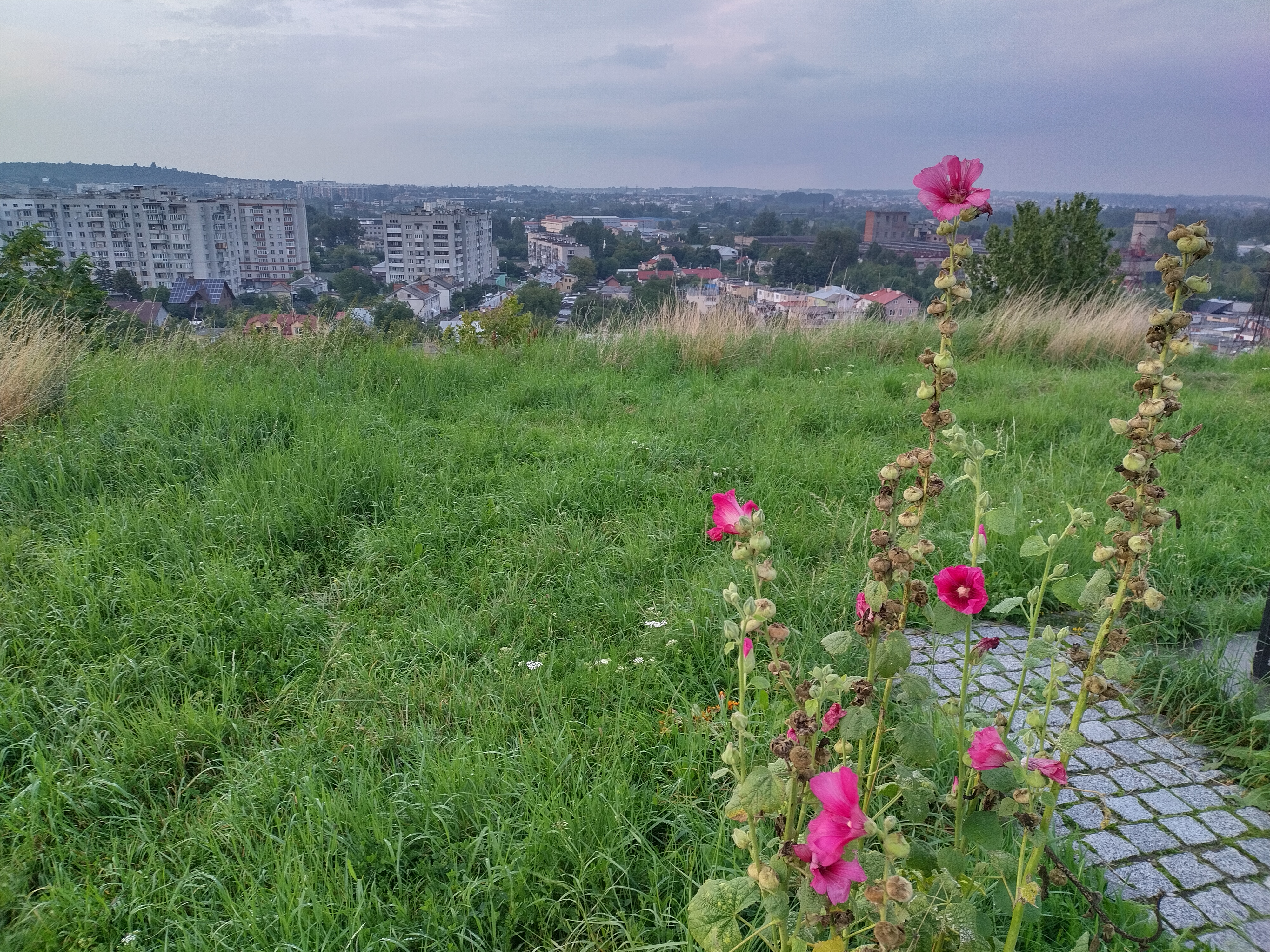
Краєвид з гори на Львів
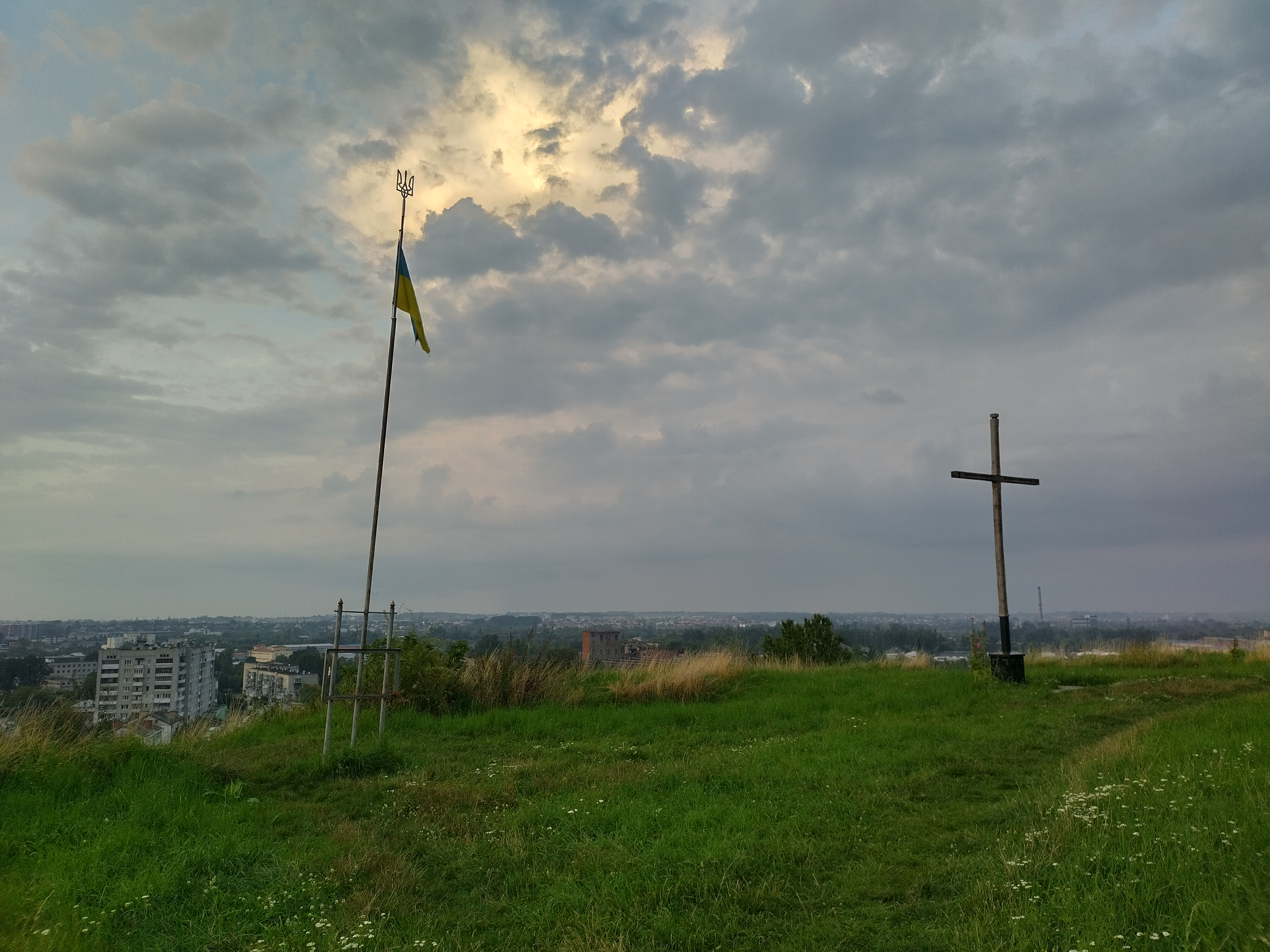
Хрест та прапор України на горі
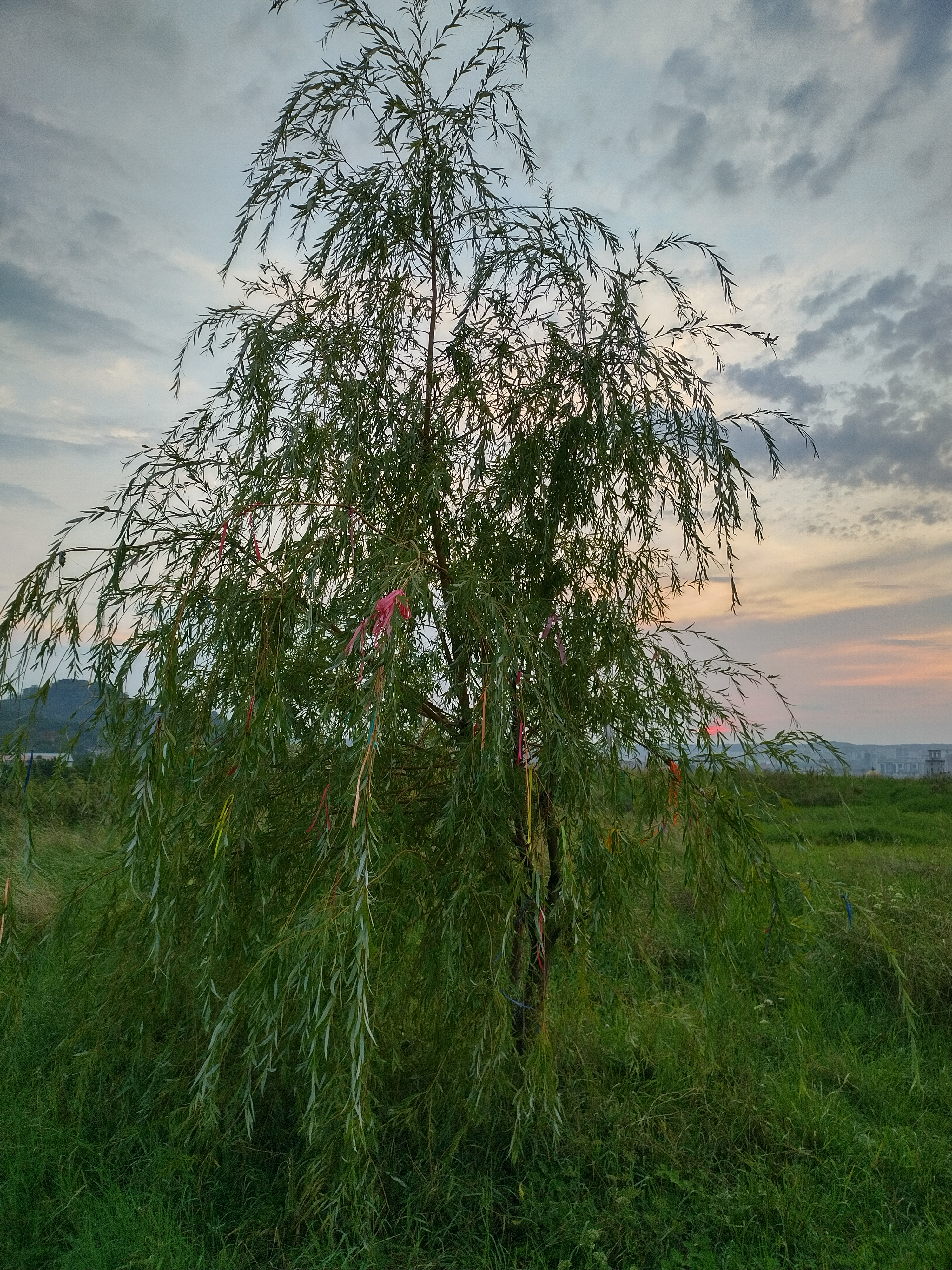
Дерево бажань